# L’Alba Repubblicana
L’Alba Repubblicana (deutsch: die republikanische Morgenröte) war die Zeitung des Jugendverbandes der Republikanischen Partei Italiens.

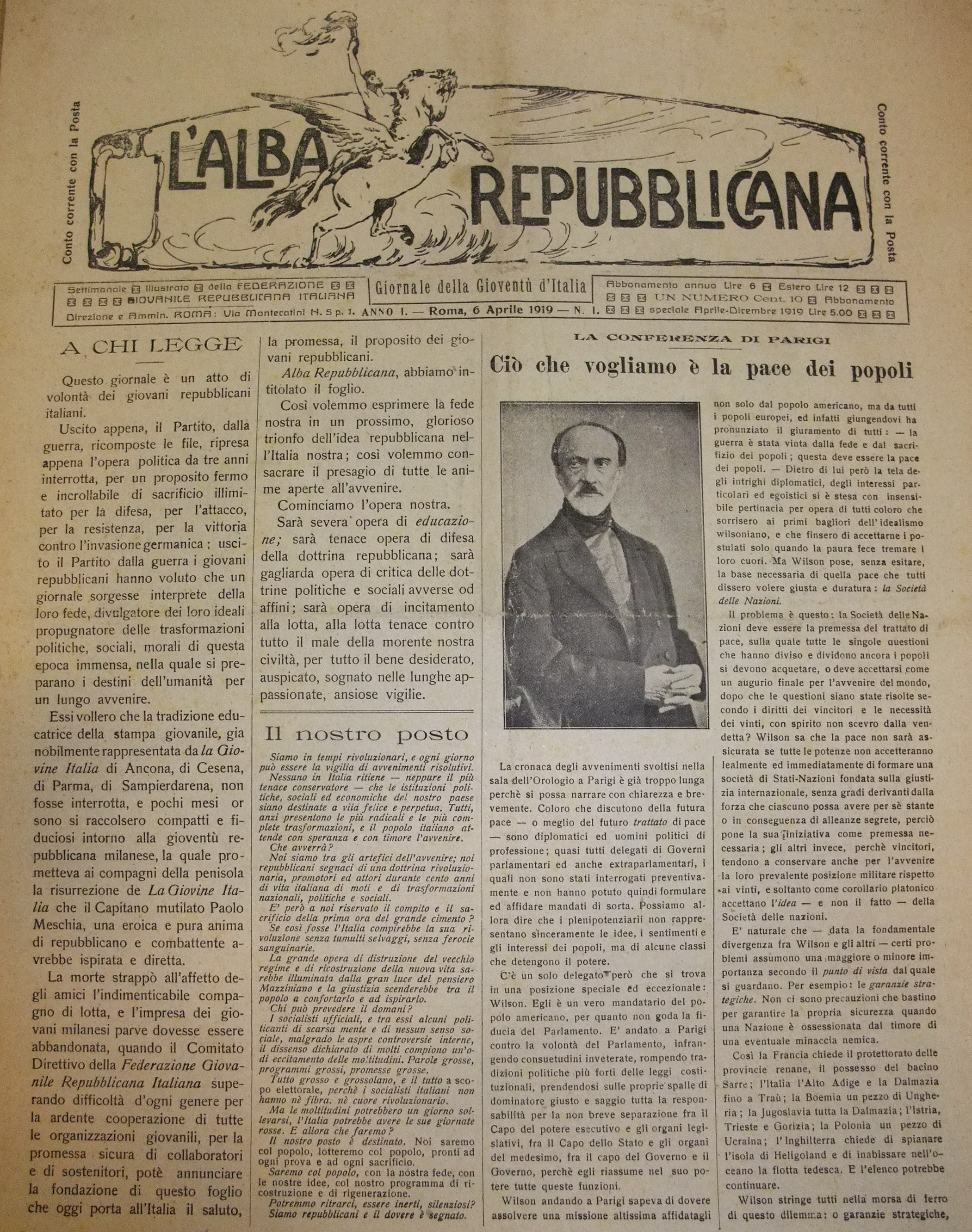
Die erste Nummer von „L’Alba Repubblicana“, 6. April 1919

## Gründung und Verbot
L’Alba Repubblicana wurde nach Ende des Ersten Weltkriegs von Giovanni Conti gegründet und erschien zuletzt im Jahre 1926, als während des Faschismus alle antifaschistischen Publikationen verboten und die freie Meinungsbildung unterdrückt wurde.
Zu den Direktoren der Alba Repubblicana gehörten Giulio Andrea Belloni und Oronzo Reale, Bruder von Egidio Reale.